# Aussie Open
Aussie Open foi uma dupla australiana de wrestling profissional, composta por Mark Davis e Kyle Fletcher.
Os dois começaram a se unir em 2017 enquanto trabalhavam no cenário independente do Reino Unido e lutaram brevemente sob o nome de The Aussie Assault. Os dois lutam como agentes livres, trabalhando principalmente para a New Japan Pro-Wrestling (NJPW), onde foram membros do United Empire, e uma vez campeões de duplas IWGP. Eles também competem no show da NJPW nos Estados Unidos, NJPW Strong, onde ganharam o Campeonato Strong Openweight de Duplas. Eles também aparecem na Revolution Pro Wrestling (RevPro), onde são duas vezes campeões britânicos indiscutíveis de duplas. A dupla também fez aparições na Europa pela Westside Xtreme Wrestling (wXw), vencendo o Campeonato Mundial de Duplas da wXw duas vezes, e nos Estados Unidos pela Impact Wrestling, bem como All Elite Wrestling (AEW) e sua promoção irmã Ring of Honor (ROH ), com quem RevPro e NJPW mantêm relações de trabalho, respectivamente.

## História

### Início da carreira (2007–2016)
Ambos trabalharam no circuito independente australiano, Davis estreou em 2007 e Fletcher em 2014. Ambos trabalharam para promoções independentes, como a Melbourne City Wrestling.

### Formação no Reino Unido (2017-Presente)
Os dois homens viajaram separadamente para o Reino Unido em 2017 e trabalharam para promoções independentes, como WhatCulture Pro-Wrestling (WCPW) e Attack! Pro Wrestling. Em julho, os dois homens se uniram pela primeira vez em um evento da WCPW, como The Aussie Assault. Depois disso, os dois começaram a se unir com mais frequência, eventualmente mudando seu nome para Aussie Open e trabalhando no cenário independente como uma dupla. A Aussie Open também competiu na Europa, por promoções como a Westside Xtreme Wrestling. Em agosto, a Aussie Open fez sua estreia na Revolution Pro Wrestling e continuaram a trabalhar com eles por um longo tempo. Isso significava que eles trabalhariam com a New Japan Pro-Wrestling devido ao seu contrato de trabalho com a RevPro. A Aussie Open geralmente enfrentava talentos como Roppongi 3K, que estava em uma excursão de aprendizado da New Japan. Durante sua turnê pelo Reino Unido em maio de 2018, a Aussie Open fez sua estreia na Ring of Honor, perdendo para os "boys" de Dalton Castle. Em 14 de outubro no Global Wars UK, um evento interpromocional realizado pela RevPro e NJPW, Davis perdeu para Satoshi Kojima. Em março de 2019, a Aussie Open venceu o wXw World Tag Team Championship, antes de perdê-los para Ilja Dragunov e WALTER, encerrando seu reinado em 147 dias. Eles recuperaram os títulos 41 dias depois, mas tiveram que desocupá-los após 14 dias, devido a Davis ter sofrido uma lesão na perna. Em maio de 2019, a Aussie Open alcançou uma vitória massiva, ao derrotar a Suzuki-gun da NJPW (Minoru Suzuki e Zack Sabre Jr.), para vencer o British Tag Team Championship pela primeira vez. Eles perderam os títulos para Sha Samuels e Josh Bodom, encerrando seu reinado em 50 dias.

### Aparições para New Japan Pro-Wrestling e United Empire (2019–Presente)
A Aussie Open fez sua estreia na NJPW durante o NJPW Royal Quest em 31 de agosto, perdendo em uma luta pelo IWGP Tag Team Championship para os Guerrillas of Destiny (Tama Tonga e Tanga Loa). A Aussie Open lutou com pouca frequência em 2020, devido à pandemia de COVID-19. Em fevereiro de 2021, a Aussie Open voltou à Austrália, pela primeira vez como um time, lutando em vários shows independentes. A Aussie Open voltou a RevPro em 21 de agosto de 2021 e recuperou o British Tag Team Championship no mês seguinte. Em 19 de setembro, no RevPro's High Stakes Event, a Aussie Open juntou-se ao Campeão Peso Pesado Britânico Will Ospreay ao atacar The Young Guns e Shota Umino, juntando-se ao grupo do United Empire e tornando-se heels no processo. Os três começaram a se unir consistentemente como um trio em todo o Reino Unido. Eles perderam os título para Roy Knight e Ricky Knight Jr, encerrando seu reinado em 63 dias. Em 10 de abril de 2022, a Aussie Open fez sua estreia no NJPW Strong, juntando-se ao companheiro de equipe do United Empire, Jeff Cobb, para derrotar o TMDK. Em 16 de abril no Windy City Riot, Aussie Open e Cobb se juntaram a outros companheiros de facção, Great-O-Khan, TJ Perkins e Aaron Henarepara derrotar os representantes do Bullet Club, The Good Brothers (Doc Gallows e Karl Anderson), Chris Bey, El Phantasmo e o membro convidado Scott Norton em uma luta de sextetos. No Capital Collision, Cobb, Henare e Aussie Open perderam para o TMDK em uma luta de quartetos. Na edição de 19 de junho do NJPW Strong Ignition, a Aussie Open competiu em um torneio pelo Strong Openweight Tag Team Championship. Na primeira rodada, eles derrotaram o Evil Uno e Alan Angels da Dark Order, e derrotaram o Stray Dog Army nas semifinais. Nas finais do Strong: High Alert, Davis e Fletcher derrotaram Christopher Daniels e Yuya Uemura para se tornarem os campeões inaugurais.
No Music City Mayhem, a Aussie Open se juntou a TJ Perkins para derrotar a equipe de Alex Zayne e os Campeões de Duplas da IWGP, FTR. Após a luta, a Aussie Open desafiou a FTR para uma luta pelo IWGP Tag Team Championship. Eles receberam sua luta no Royal Quest II, onde perderam para a FTR. No Rumble on 44th Street , a Aussie Open perdeu o Strong Openweight Tag Team Championship para The Motor City Machine Guns em uma luta three-way tag-team envolvendo também The DKC e Kevin Knight, encerrando seu reinado inaugural em 76 dias.
Em novembro, a Aussie Open viajou para o Japão pela primeira vez, competindo pela primeira vez na World Tag League. A dupla terminou o torneio com 14 pontos, empatando em primeiro lugar com Bishamon (Hirooki Goto e Yoshi-Hashi), significando que ambas as equipes avançaram para as finais. Nas finais do torneio, Bishamon derrotou a Aussie Open para vencer o torneio.
Davis e Fletcher competiriam individualmente na New Japan Cup 2023 em março. Fletcher derrotou, Yoshi-Hashi, mas foi derrotado por Hirooki Goto. Davis derrotou Toru Yano na primeira rodada antes de perder para o companheiro de equipe do United Empire, Will Ospreay, na rodada seguinte. No entanto, Ospreay se machucaria em sua luta, resultando em Davis avançando para a terceira rodada, onde derrotaria Evil. Na semifinal, Davis perdeu para Sanada, sendo assim eliminado do torneio. Devido ao sucesso de Davis no torneio e à vitória de Fletcher sobre Yoshi-Hashi, o Aussie Open ganhou uma chance pelo IWGP Tag Team Championship, contra Bishamon no Sakura Genesis. Em 8 de abril no evento, a Aussie Open derrotou Bishamon para vencer o IWGP Tag Team Championship pela primeira vez. Em 15 de abril no Capital Collision, Fletcher e Davis derrotaram The Motor City Machine Guns e a equipe de Kazuchika Okada e Hiroshi Tanahashi, em uma luta three-way de duplas, para reconquistar o Strong Openweight Tag Team Championship, tornando-os bicampeões na NJPW. Eles defenderam os títulos na noite seguinte contra Lio Rush e Tomohiro Ishii.

### All Elite Wrestling & Ring of Honor (2022–presente)

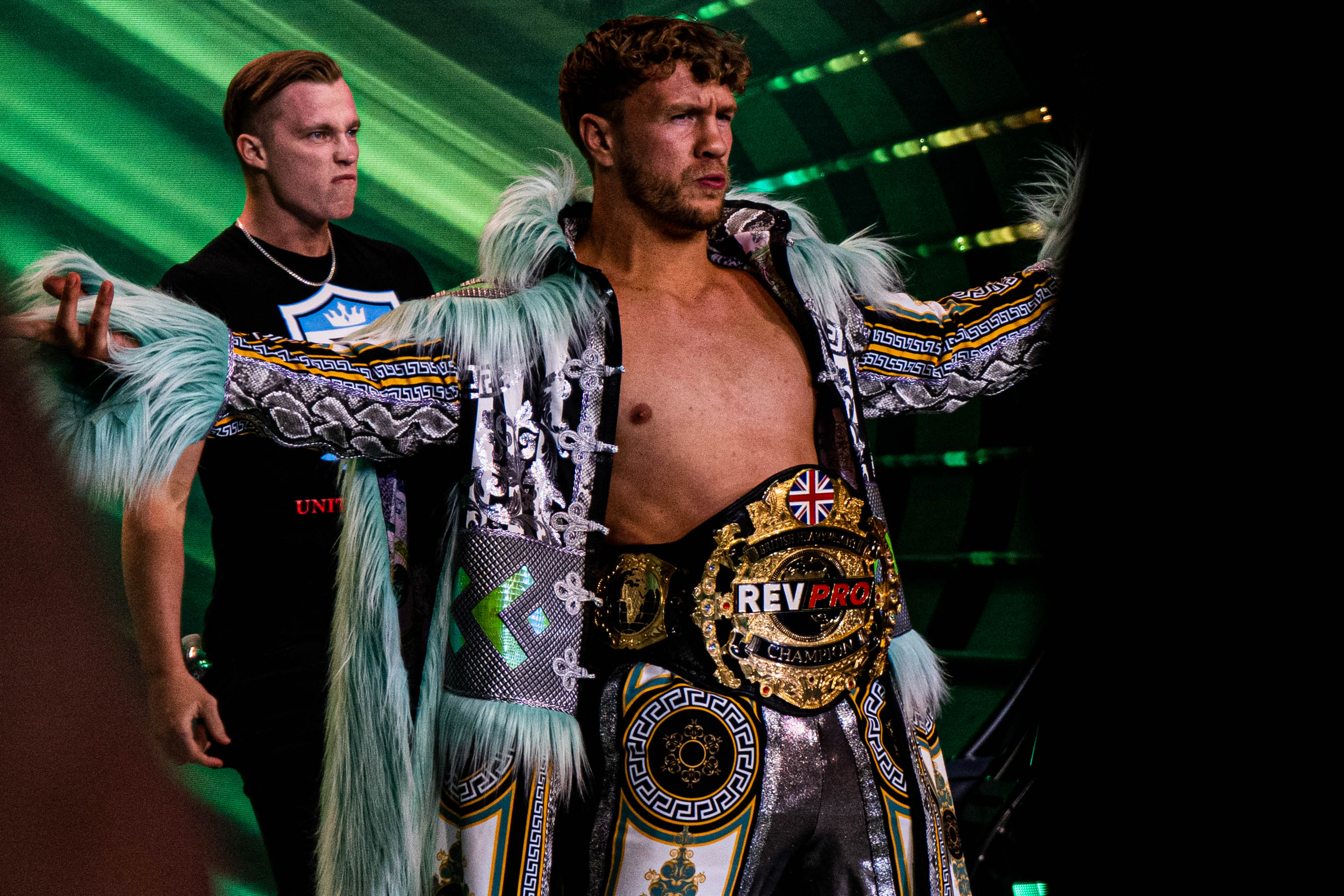
Fletcher (à esquerda) acompanhando Will Ospreay no AEWxNJPW: Forbidden Door em 26 de junho de 2022.

No episódio de 8 de junho do AEW Dynamite, a Aussie Open e Aaron Henare fizeram suas estreias na All Elite Wrestling, auxiliando Will Ospreay no ataque a FTR e Trent Beretta, que Cobb e O-Khan haviam atacado duas semanas antes. Eles fizeram sua estreia no ringue na edição de 10 de junho do Rampage, onde eles e Ospreay foram derrotados pela FTR e Beretta em uma luta de trios. A Aussie Open voltou em 15 de junho na edição especial do Dynamite Road Rager, atacando a FTR e Roppongi Vice (Beretta e Rocky Romero) após Ospreay derrotar Dax Harwood da FTR, no entanto, eles foram parados por Orange Cassidy, que foi anunciado para enfrentar Ospreay no AEWxNJPW: Forbidden Door pelo IWGP United States Championship de Ospreay, junto com O-Khan e Cobb enfrentando FTR e Roppongi Vice em uma luta tripla de duplas, pelo IWGP Heavyweight Tag Team Championship e pelo ROH World Tag Team Championship. No evento, a Aussie Open acompanhou Ospreay ao ringue para sua luta contra Cassidy, muitas vezes auxiliando Ospreay durante a luta. Ospreay acabou retendo o título e, junto com a Aussie Open, atacou Cassidy e Roppongi Vice após a luta. No entanto, Ospreay e Aussie Open foram interrompidos por Katsuyori Shibata , que atacou o trio, salvando Cassidy e Roppongi Vice.
Em 27 de julho, o AEW World Trios Championship foi revelado, com Aussie Open e Ospreay sendo nomeados como participantes do torneio inaugural. Em 24 de agosto, Aussie Open e Ospreay derrotaram Death Triangle para avançar para as semifinais, onde foram derrotados pela The Elite (The Young Bucks e Kenny Omega) em 31 de agosto. Após a partida, o United Empire atacou a The Elite.
Fletcher e Davis retornaram à AEW na edição de 22 de fevereiro do Dynamite, competindo na Revolution Tag Team Battle Royal, mas não conseguiram vencer. Na edição da mesma semana do Rampage, Davis e Fletcher foram derrotados pelos  Young Bucks. Na semana seguinte no Dynamite, a Aussie Open competiu na Casino Tag Team Royale, mas novamente não conseguiram vencer.
Em 9 de março, Fletcher e Davis retornaram a Ring of Honor, que agora era a promoção irmã da AEW, após a compra da empresa por Tony Khan, derrotando Rhett Titus e Tracy Williams.
Uma semana depois de vencer o IWGP Heavyweight Tag Team Championship, Fletcher e Davis fizeram sua primeira defesa de título contra os Best Friends, derrotando-os e retendo os títulos na edição de 14 de abril do Rampage.

### Impact Wrestling (2022-presente)
Na edição de 8 de setembro do Impact!, a Aussie Open fez sua estreia na Impact Wrestling, derrotando Chris Bey e Ace Austin do Bullet Club. Na semana seguinte, a dupla perdeu para o The Motor City Machine Guns.

## Títulos e prêmios
- ATTACK! Pro Wrestling
  - ATTACK! 24:7 Championship (7 vezes) – Fletcher (4) e Davis (3)[49]
  - ATTACK! Tag Team Championship (2 vezes) [49]
- Australian Wrestling Alliance
  - AWL Heavyweight Championship (2 vezes)[49]
- DEFIANT Wrestling
  - Defiant Tag Team Championship (2 vezes)[49]
- Fight Club:PRO
  - FCP Championship (Davis, 1 vez)[49]
- HOPE Wrestling
  - HOPE 24/7 Hardcore Championship (9 vezes) – Fletcher (4) e Davis (5)[49]
  - HOPE Tag Team Championship (1 vez)[49]
- Over The Top Wrestling
  - OTT Tag Team Championship (1 vez)[49]
- New Japan Pro Wrestling
  - IWGP Tag Team Championship (1 vez)
  - Strong Openweight Tag Team Championship (2 vezes, inaugural)[50][51][52]
  - Inaugural Strong Openweight Tag Team Championship Tournament[53]
- Progress Wrestling
  - PROGRESS Tag Team Championship (2 vezes)[49]
- Professional Wrestling Alliance
  - PWA Heavyweight Championship (1 vez)
  - PWA Tag Team Championship (1 vez)[49]
- Revolution Pro Wrestling
  - British Tag Team Championship (2 vezes)[49]
- Pro Wrestling Alliance Queensland
  - PWA Queensland Championship (1 vez)[49]
- Westside Xtreme Wrestling
  - wXw World Tag Team Championship (2 vezes)[49]